# Mechmed Sełmanow
Mechmed Sełmanow (bg. Мехмед Селманов) – bułgarski zapaśnik walczący w stylu wolnym. Zajął piąte miejsce na mistrzostwach świata w 1977. Srebrny medalista mistrzostw Europy w 1977. Drugi na ME młodzieży w 1976 roku.